# فرودگاه ناپل
فرودگاه ناپل (به انگلیسی: Naples Airport) (به زبان بومی: Aeroporto Internazionale di Napoli) یک فرودگاه همگانی باربری با کد یاتا NAP است که یک باند فرود آسفالت دارد و طول باند آن ۲۶۲۸ متر است. این فرودگاه در شهر ناپل کشور ایتالیا قرار دارد و در ارتفاع ۹۰ متری از سطح دریا واقع شده‌است.

## شرکت‌های هواپیمایی و مقصدهای پروازی
| شرکت‌های هواپیمایی                                          | مقصدهای پروازی |
| ---------------------------------------------------------- | --- |
| ایجین ایرلاینز اجرا توسط المپیک ایر                        | آتن |
| ایر لینگاس                                                 | فصلی: دوبلین |
| آئروفلوت اجرا توسط روسیه ایرلاینز                          | چارتر فصلی: پالکوو |
| ایر عربیا مغرب                                             | محمد پنجم |
| ایر فرانس                                                  | شارل دوگل پاریس فصلی: تولوز-بلانیاک |
| آلیتالیا                                                   | لینیت، لئوناردو دا وینچی-فیومیچینو، تورین کاسله |
| آلیتالیا اجرا توسط آلیتالیا سیتی‌لاینر                      | کاتانیا-فونتاناروسا، لینیت، پالرمو، لئوناردو دا وینچی-فیومیچینو فصلی: کگلیاری-الماس، اولبیا - کاستا اسمرالدا |
| هواپیمایی الماسریا یونیورسال                               | چارتر فصلی: شرم‌الشیخ |
| آسترین ایرلاینز                                            | فصلی: وین |
| بلو ایر                                                    | هنری کواندا، تورین کاسله |
| بریتیش ایرویز                                              | گاتویک |
| بروکسل ایرلاینز                                            | بروکسل |
| Danish Air Transport                                       | فصلی: بیلاند، اودنسا |
| ایزی‌جت                                                     | اسخیپول آمستردام، بارسلونا-ال پرات، برلین شونفلد، کاتانیا-فونتاناروسا، هامبورگ (پایان در ۲۶ اکتبر ۲۰۱۷), جان پل دوم کراکوف-بالیس، لیل، گاتویک، لوتن لندن، استانستد لندن، لیون-سینت اگزوپری، میلانو مالپنسا، نیس کوت دازور، اورلی، پراگ رازیون، بن گوریون (آغاز از ۴ نوامبر ۲۰۱۷), ونیز مارکو پولو، وین، زوریخ فصلی: آتن، بریستول، بروکسل (پایان در ۲۷ اکتبر ۲۰۱۷), کگلیاری-الماس، کورفو، دوبروونیک، ادینبرو، ایبیزا، جان لنون لیورپول، مالت، منورکا، ملی جزیره میکناس، اولبیا - کاستا اسمرالدا، پالما د مایورکا، اسپلیت |
| easyJet Switzerland                                        | بازل-مولوز-فرایبورگ اروپا، ژنو |
| یورو وینگز                                                 | مونیخ |
| یورو وینگز اجرا توسط جرمن‌وینگز                             | کلن بن، دوسلدورف، اشتوتگارت فصلی: هانوفر |
| فن‌ایر                                                      | فصلی: هلسینکی |
| هاپ!                                                       | فصلی: لیون-سینت اگزوپری |
| ایبریا ایرلاین اجرا توسط ایر نوستروم                       | فصلی: مادرید-باراخاس |
| ایبریا اکسپرس                                              | مادرید-باراخاس |
| جت۲.کام                                                    | فصلی: ادینبرو، لیدز برادفورد، استانستد لندن (آغاز از ۲۹ مارس ۲۰۱۸)، منچستر |
| لوفت‌هانزا                                                  | فرانکفورت، مونیخ |
| لوکزایر                                                    | فصلی: لوگزامبورگ - فیندل |
| مریدیانا                                                   | اوریو آل سریو، کگلیاری-الماس (PSO), کاتانیا-فونتاناروسا، گاتویک، مادرید-باراخاس، لینیت، میلانو مالپنسا، تورین کاسله، ورونا فصلی: منورکا، ملی جزیره میکناس، جان اف کندی، اولبیا - کاستا اسمرالدا، رود، ملی سادورینی، ملی جزیره اسکیاتوس، زاکینثوس چارتر فصلی: هراکلین، ایبیزا، تارب-لورد-پیرنه، پالما د مایورکا |
| میسترال ایر                                                | مووستار فصلی: هراکلین، ایبیزا، سفلوونیا، پائو پیرنه، رود، صوفیه، تیوات چارتر فصلی: بول، کورفو، زادر، زاکینثوس |
| Neos                                                       | فصلی: ایبیزا، رود، تنریف جنوبی |
| People's Viennaline                                        | چارتر فصلی: ممینگن سنت گالن-آلترنهاین |
| هواپیمایی پادشاهی مراکش                                    | محمد پنجم |
| رایان‌ایر                                                   | بارسلونا-ال پرات، اوریو آل سریو، بلوونی گوگلیلمو مارکونی (آغاز از ۲۹ اکتبر ۲۰۱۷)، بروکسل جنوب شرلروآ (آغاز از ۳۱ اکتبر ۲۰۱۷)، دوبلین (آغاز از ۲۹ اکتبر ۲۰۱۷), آیندهوون، فرانکفورت-هان، کاناس، جان پل دوم کراکوف-بالیس (آغاز از ۲ نوامبر ۲۰۱۷)، لیسبون پورتلا، استانستد لندن، مادرید-باراخاس، منچستر، سن پابلو، سالونیک (آغاز از ۲۹ اکتبر ۲۰۱۷)، تولوز-بلانیاک، ترویزو، والنسیا، وارساو مادلن، وروتسواف کوپرنیکوس (آغاز از ۳۰ اکتبر ۲۰۱۷) فصلی: برمن، کپنهاگ، ایست میدلند، گدایسک لخ والسا، استکهلم-اسکاوستا             |
| اس۷ ایرلاینز                                               | دوموده‌دوو |
| هواپیمایی اسکاندیناوی                                      | فصلی: کپنهاگ |
| اسمارت‌وینگز اجرا توسط تراول سرویس ایرلاینز                 | فصلی: پراگ رازیون |
| سوئیس اینترنشنال ایرلاینز اجرا توسط سوئیس گلوبال ایر لاینز | زوریخ |
| سان دور اینترنشنال ایرلاینز اجرا توسط ال عال               | بن گوریون |
| Thomas Cook Airlines                                       | فصلی: بیرمنگام |
| Thomas Cook Airlines اجرا توسط اسمارت‌لینکس ایرلاینز        | فصلی: گاتویک، منچستر |
| Thomson Airways                                            | چارتر فصلی: بیرمنگام، بورنموث، بریستول، ایست میدلند، گلاسگو، گاتویک، لوتن لندن، منچستر، نیوکاسل |
| ترانساویا.کام                                              | اسخیپول آمستردام، مونیخ (پایان در ۲۶ اکتبر ۲۰۱۷) |
| ترنسویا فرانس                                              | اورلی |
| TUI fly Belgium                                            | مراکش-منارا (آغاز از ۱ نوامبر ۲۰۱۷) فصلی: بروکسل، بروکسل جنوب شرلروآ |
| تونس‌ایر اکسپرس                                             | تونس قرطاج |
| ترکیش ایرلاینز                                             | آتاترک |
| ولوتی                                                      | کریستف کلمب جنوا، پالرمو، فریولی ونتزیا جولیا فصلی: بوردو–مریگناک، کاتانیا-فونتاناروسا هراکلین، مارسی پروانس، ملی جزیره میکناس، نانت آتلانتیک، اولبیا - کاستا اسمرالدا، ملی اکتیون، ملی سادورینی، ملی جزیره اسکیاتوس، فریولی ونتزیا جولیا، ورونا، زاکینثوس |
| ویولینگ                                                    | اسخیپول آمستردام، بارسلونا-ال پرات، شارل دوگل پاریس |
| ویز ایر                                                    | هنری کواندا، بوداپست فرنک لیست، کاتوویتس، پراگ رازیون، صوفیه، شوپن ورشو |
| ایکس‌ال ایرویز فرانسه                                       | فصلی: شارل دوگل پاریس |